# Eclosionadora
Eclosionadora és una instal·lació ramadera destinada a fer de forma controlada el procés d'eclosió d'ous. En el cas d'aus i rèptils és la instal·lació pel procés que va des del final de la incubació fins a l'eclosió o trencament de l'ou.
Les eclosionadores poden ser per l'aquicultura o pel desenvolupament d'aus o rèptils.
En l'aquicultura de peixos (salmons truites de riu, etc.) o mol·luscs (ostra, musclo etc.) s'ha de tenir en compte que la fecundació és externa per la qual cosa en el cas dels peixos s'extreu el semen del mascle i s'ajunta dins un recipient amb els òvuls de la femella i així queden fecundats i es porten a una secció especial dins de la piscifactoria que té unes condicions fisicoquímiques i higièniques controlades perquè es descloguin i després els petits peixos es passen a una altra secció per a engreixar-los.

## Factors a tenir en compte en una eclosionadora d'aus o rèptils
- Temperatura: És el paràmetre més fàcil de controlar. Cada espècie té un interval òptim de temperatura que s'ha de conèixer, en general és d'uns 37 ªC. per a les aus i sempre és més perillosa una temperatura massa alta (30 minuts a 40ªC poden matar un embrió) que una de massa baixa que pot ser que només retardi el procés.
- Humitat: En general el principal problema és una humitat relativa massa baixa, ja que la ventilació forçada impedeix que la humitat sigui massa alta
- Ventilació: Cal ventilar amb ventiladors per tal de proveir oxigen a l'embrió i aquesta necessitat s'incrementa a mesura que aquest va creixent.
- Moure els ous: Es tracta d'imitar el comportament de les aus en el niu i això s'ha comprovat que millora l'eclosió.
- Sanitat: Es fa per evitar un seguit de malalties que poden afectar l'embrió o l'animal quan ja ha sortit de l'ou. Els desinfectants més habituals són a base d'amoni i diversos components fenòlics i de iode.